# Scilla siberica
Scilla siberica es una especie de planta floral de la familia Asparagaceae, nativa del suroeste de Rusia, el Cáucaso y Turquía. A pesar de su nombre, no es nativa de Siberia.

## Descripción
Crece hasta los 10-20cm de alto. Es una planta bulbosa perenne, con de dos a cuatro hojas que aparecen al inicio de la primavera, junto con su flor azul característica.
Las flores tienen seis tépalos y seis estambres, y pueden encontrarse solas o en racimos de dos o tres. Las flores son normalmente azules, pero existe la Scilla siberica var. alba de color blanco. Los estambres de Scilla son separados, a diferencia de los del género relacionado Puschkinia, los cuales están fusionados al tubo. El polen es azul oscuro.
Después de florecer, pasan a formarse cápsulas (vainas). Cuando estas cápsulas están maduras son de color morado y al abrirse liberan semillas marrones pequeñas y oscuras.